# 허공 (가수)
허공(1984년 11월 15일~)은 대한민국의 가수로, 인천 출생인데, 2008년에 언더그라운드 라이브 클럽에서 록 발라드 음악 가수로 처음 활약하였다.

## 음반 목록
- 《New Story Part 1》(후니훈과 함께, 2011년)
- 《Baby》(2011년)
- 《I Love You》(2014년)
- 《불멸의 사랑》(2015년)
- 《GongGam Project Album 2015》(손진영과 함께, 2015년)

### OST
- 《추적자 O.S.T Special》(2012년)
- 《청담동 스캔들 OST Part 10》(2014년)
- 《파랑새의 집 OST Part 7》(2015년)
- 《딱 너 같은 딸 OST Part 6》(2015년)
- 《울지 않는 새 OST Part 7》(2015년)
- 《가족을 지켜라 OST Part 10》(2015년)
- 《어머님은 내 며느리 OST Part 14》(2015년)
- 《화려한 유혹 OST Part 6》(2016년)
- 《우리집 꿀단지 OST Part 10》(2016년)
- 《내 사위의 여자 OST Part 2》(2016년)
- 《좋은 사람 OST Part 8》(2016년)
- 《돌아온 복단지 OST Part 3》(2017년)
- 《무궁화 꽃이 피었습니다 OST Part 15》(2017년)
- 《차달래 부인의 사랑 OST Part 11》(2018년)
- 태풍의 신부 - 만날 사람은 만나

### 컴필레이션(옴니버스)
- 2020. 12. 12. 컴필레이션(옴니버스) 앨범 《트롯 전국체전 Part.1》수록곡 <나무꾼> (장르: 트로트)
- 2021. 1. 3. 컴필레이션(옴니버스) 앨범 《트롯 전국체전 Part.5》수록곡 <인연> (장르: 트로트)

## 출연 작품

### 예능
- 2015년 MBC 《미스터리 음악쇼 복면가왕》 - 귀여운 튜브소년 (지상파 첫 솔로 무대)
- 2020. 12. 5. KBS 2TV 《트롯 전국체전》1회 1라운드 '미스터리 지역선수 선발전', <나무꾼>(박구윤), 올스타, 지역 경기, 2라운드 진출
- 2021. 1. 2. KBS 2TV 《트롯 전국체전》5회 2라운드 '지역별 팀대결', <인연>(이선희), 곰 세마리 팀(허공, 유수현, 서건후), 3라운드 진출 실패